# Gesellschaft für Frankfurter Geschichte
Die Gesellschaft für Frankfurter Geschichte ist ein Geschichtsverein in Frankfurt am Main.
1837 wurde die Gesellschaft für Frankfurts Geschichte und Kunst von den damaligen Bürgermeistern, neun Schöffen und elf Senatoren der Freien Stadt Frankfurt gegründet mit dem Ziel, „auf Verbreitung der Kenntnis und des Interesses für die Geschichte und Kunst der Stadt Frankfurt hinzuwirken.“ 1858 verschmolz sie mit dem im Vorjahr gegründeten Verein für Geschichte und Alterthumskunde. Der Verein nahm sein Domizil im Steinernen Haus. Zu den vom Verein herausgegebenen Werken zählte die Frankfurter Topographie von Johann Georg Battonn, erschienen 1861 bis 1875 in sieben Bänden unter dem Titel Oertliche Beschreibung der Stadt Frankfurt am Main.
1878 übertrug der Verein seine Sammlung an das Historische Museum, seine Urkunden und Bücher an das Frankfurter Stadtarchiv. Die Sammlungen gingen im Zweiten Weltkrieg bei den Luftangriffen auf Frankfurt unter.
1934 änderte der Verein seinen Namen in Frankfurter Verein für Geschichte und Landeskunde, 2001 in Gesellschaft für Frankfurter Geschichte e. V. Ab 1960 war Wolfgang Klötzer Geschäftsführer des Frankfurter Geschichtsvereins.
Zu den Publikationen zählen die Zeitschrift Archiv für Frankfurts Geschichte und Kunst und die Reihe Studien zur Frankfurter Geschichte.